# Demonização do inimigo
Demonizar o inimigo, demonização do inimigo ou desumanização do inimigo é uma técnica de propaganda que promove uma ideia de que o inimigo é um agressor ameaçador e maligno com apenas objetivos destrutivos. A demonização é a mais antiga técnica de propaganda destinada a inspirar o ódio ao inimigo necessário para feri-lo mais facilmente, para preservar e mobilizar aliados e desmoralizar o inimigo.

## Critérios básicos
Devido ao uso indevido frequente do termo demonização, ele é privado de seu potencial para ser analisado. É por isso que Jules Boykoff definiu quatro critérios de demonização do inimigo: 
1. Tanto a mídia quanto o estado empregam molduras para retratar a natureza inerente do chamado inimigo principalmente em termos morais.
2. O caráter do oponente é retratado de forma maniqueísta, como o bem contra o mal.
3. O Estado é a origem de tal representação demonológica.
4. Não há uma contra-reivindicação significativa do Estado.

## História
A demonização do inimigo tem sido realizada rotineiramente ao longo da história. Tucídides registrou exemplos na Grécia Antiga.
Phillip Knightley acreditava que a demonização do inimigo (primeiros líderes inimigos e depois indivíduos inimigos) tornou-se um padrão previsível seguido pela mídia ocidental, sendo o estágio final as atrocidades.
Durante a Segunda Guerra Mundial, documentários de propaganda que continham demonização do inimigo e patriotismo de bandeiras foram preparados pelo Departamento de Estado dos EUA e outras instituições estatais dos Estados Unidos e distribuídos, após serem aprovados.

## Personificação e demonização
A demonização do inimigo pode ser muito mais fácil de conduzir se o inimigo for personalizado em um homem, como o Kaiser Wilhelm II, que foi demonizado pela mídia popular russa durante a Primeira Guerra Mundial.
A estratégia de demonização do inimigo conduz inevitavelmente a um círculo vicioso de atrocidades, que foi elaborado por muitos autores, incluindo Carl von Clausewitz. A demonização do inimigo impossibilita a solução diplomática e conduz inevitavelmente à guerra ou ao agravamento das relações. Descrever o inimigo como particularmente maligno inspira sentimentos que tornam os assassinatos mais fáceis.
A representação de um inimigo como demoníaco muitas vezes levou ao tratamento de toda a população ou aparato político associado ao grupo ou líder inimigo como igualmente demoníaco. Isso também muitas vezes resulta em uma tendência a reduzir os motivos mais complexos de um inimigo à simples promoção do puro mal.
O teórico revolucionário chinês Mao Zedong sustentava que a demonização de si mesmo pelo inimigo era uma coisa boa. Ele disse: "Ainda é melhor se o inimigo nos atacar descontroladamente e nos pintar como totalmente pretos e sem uma única virtude; isso demonstra que não apenas traçamos uma linha clara de demarcação entre o inimigo e nós mesmos, mas conseguimos muito em nosso trabalho." (Ser atacado pelo inimigo não é uma coisa ruim, mas uma coisa boa (26 de maio de 1939)) 